# 예수승천기념경당

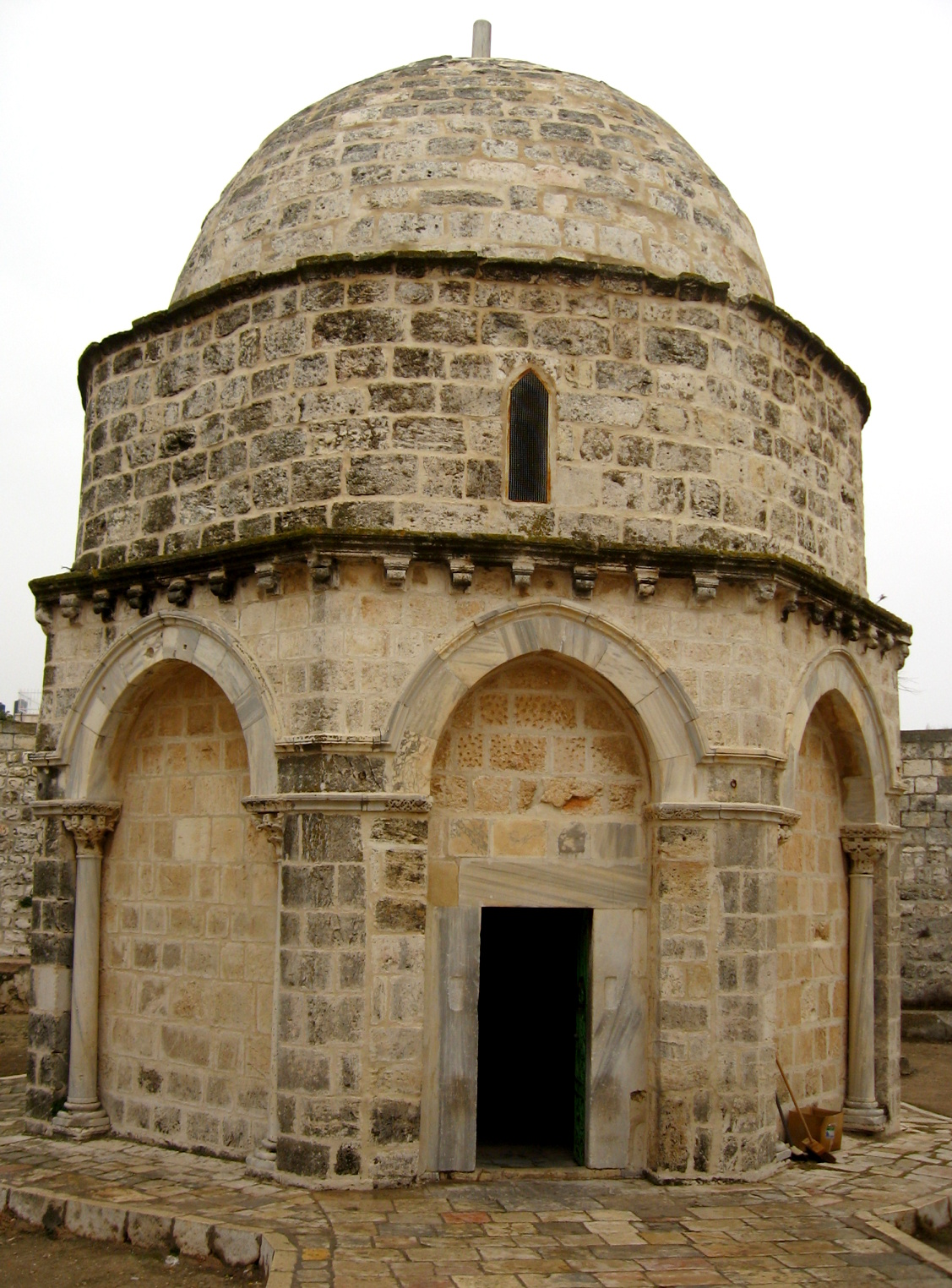

예수승천기념경당(Chapel of the Ascension, Jerusalem), 예수승천기념 건물, 예루살렘 예수승천교회는 예루살렘의 올리브산(감람산) 정상에 위치한 모스크로 예수의 승천의 장소로 알려져 있다. 383년 귀족출신 포이메니아가 소성당으로 봉헌하였고, 614년 페르시아에 의해 파괴된 후, 6756년에 재건되었으며, 1009년 하킴에 의해 또다시 파괴되었다. 1198년 살라딘이 모스크로 개조하여 현재까지 이어지고 있다. 이슬람교에서도 예수를 중요한 예언자와 마지막 심판자로 공경하고 있다.